# 칼두메
칼두메(이탈리아어: Caldume) 또는 콰루미(시칠리아어: quarumi)는 팔레르모와 카타니아에서 길거리 음식으로 판매되는, 채소를 넣고 끓인 송아지 양 스튜인 시칠리아 요리이다.
혹위, 겹주름위, 주름위를 포함한 모든 양 부위와 십이지장은 당근, 파슬리, 토마토, 양파와 함께 스튜로 만들어진다. 소금, 후추, 기름, 레몬과 함께 뜨겁게 제공된다.
"콰루마루"라고 불리는 콰루미 판매상들은 종종 공설 시장에서 발견된다. 아침부터 밤까지 지역 시장과 도시 곳곳에 흩어져 있는 일부 노점에서도 찾아볼 수 있다. 콰루미 판매자는 콰루마루라고 불린다. 몇 안 되는 "콰루마루" 중 한 명은 팔레르모의 오레토 누오바(Oreto Nuova) 거리에 있는 주 카르멜로(Zù Carmelo)인데, 그는 45년 동안 오후부터 저녁까지만 영업하고 있다.